# W. S. Stuckey

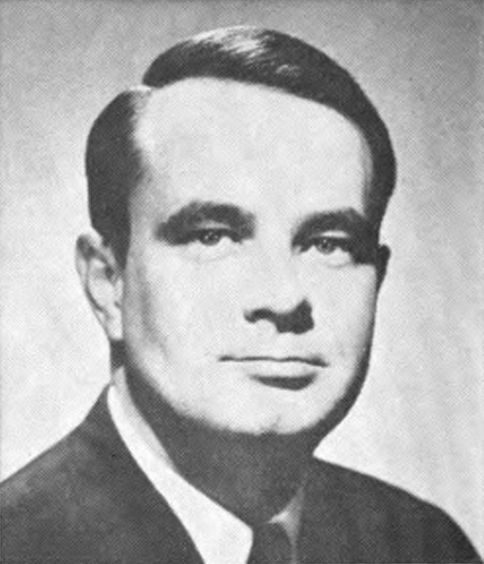
W. S. Stuckey (1971)

Williamson Sylvester Stuckey Jr. (* 25. Mai 1935 in Eastman, Georgia) ist ein US-amerikanischer Politiker. Zwischen 1967 und 1977 vertrat er den Bundesstaat Georgia im US-Repräsentantenhaus.

## Werdegang
W. S. Stuckey besuchte bis 1952 die Woodward Academy in College Park. Danach studierte er bis 1959 an der University of Georgia in Athens. Zwischen 1958 und 1966 war er Präsident mehrerer familieneigener Betriebe.
Politisch wurde Stuckey Mitglied der Demokratischen Partei. Bei den Kongresswahlen des Jahres 1966 wurde er als deren Kandidat im achten Wahlbezirk von Georgia in das US-Repräsentantenhaus in Washington, D.C. gewählt, wo er am 3. Januar 1967 die Nachfolge von J. Russell Tuten antrat. Nach vier Wiederwahlen konnte er bis zum 3. Januar 1977 fünf Legislaturperioden im Kongress absolvieren. In dieser Zeit endete der Vietnamkrieg. Im Jahr 1974 überschattete die Watergate-Affäre auch die Arbeit des Kongresses. Während Stuckeys Zeit im US-Repräsentantenhaus wurden dort der 25. und der 26. Verfassungszusatz verabschiedet.
Im Jahr 1976 verzichtete W. S. Stuckey auf eine weitere Kandidatur für den Kongress. Seither widmet er sich wieder den familieneigenen Betrieben. Seit 1985 ist er Präsident der Stuckey's Corp.